# Ladislav Přibáň
Ladislav Přibáň (18. června 1905) byl československý fotbalista, obránce.

## Fotbalová kariéra
V československé lize hrál za Viktorii Plzeň a SK Plzeň. Nastoupil ve 193 ligových utkáních a dal 1 gól.

## Ligová bilance
| Ročník                    | Zápasy | Góly | Klub              |
| ------------------------- | ------ | ---- | ----------------- |
| 1. asociační liga 1931/32 | -      | 0    | SK Viktoria Plzeň |
| 1. asociační liga 1932/33 | -      | 0    | SK Viktoria Plzeň |
| 1. asociační liga 1933/34 | -      | 0    | SK Viktoria Plzeň |
| Státní liga 1934/35       | -      | 1    | SK Plzeň          |
| Státní liga 1935/36       | -      | 0    | SK Plzeň          |
| Státní liga 1936/37       | -      | 0    | SK Plzeň          |
| Státní liga 1937/38       | -      | 0    | SK Plzeň          |
| Státní liga 1938/39       | 19     | 0    | SK Plzeň          |
| Národní liga 1939/40      | -      | 0    | SK Plzeň          |
| Národní liga 1940/41      | -      | 0    | SK Plzeň          |
| Národní liga 1941/42      | -      | 0    | SK Plzeň          |
| CELKEM                    | 193    | 1    |                   |